# Кута (древни град)
Кута, Кутах, Кут или Сута (арапски: كوثا, сумерски: Гудуа), савремени Тел Ибрахим (арапски: تل براهيم), раније познат као Кута Раба (арапски: كوثى ربا), је археолошко налазиште у покрајини Вавилон у савременом Ираку. Археолошка истраживања открила су остатке из нововавилонског периода а Кута се често појављује у историјским изворима.

## Историја археолошких истраживања
Први археолог који је ископавао ово налазиште, Џорџ Равлинсон, приметио је циглу краља Набукодоносора II из Нововавилонског царства који помиње град Куту. Налазиште су такође посетили Џорџ Смит и Едгар Џејмс Банкс.. Тел Ибрахим је истраживао Хормузд Расам 1881, током четири недеље радова. Мало је откривено, углавном неки натписи на чинијама и неколико табли.

## Кута и њено окружење
Кута се налази на десној обали источног огранка Горњег Еуфрата, северно од Нипура и око 40 km (25 mi) североисточно од Вавилона. Локалитет се састоји од две гробнице или насеља. Већи главни насип дуг је 1,25 км и има облик полумесец. На западу се налази мањи насип. Два насипа, као што је типично за регион, раздвојена су сувим коритом древног канала, Шат ен Нил.

## Кута у текстуалним изворима
Према Танаху, Кута је био један од пет сиријских и месопотамијских градова из којих је Саргон II, краљ Асирије, довео досељенике да заузму места прогнаних Израиљаца (2. Краљ 17: 24−30). Краљ Саргон II каже да су ове досељенике напали лавови, и тумачећи то као знак да њихово обожавање није прихватљиво за божанство земље, они су тражили од Саргона да пошаље израиљског свештеника, прогнаног у Асирију, да их подучи, што је и учинио.
Резултат је био мешавина религија и народа, а последња позната као "Кутхим" на хебрејском, и као  "Самарићани" како су их звали Грци на грчком језику.
Кута је такође име главног града сумерског подземља, Иркала.
У асирским натписима „Кута“ се појављује на обелиску Шалманесера, ред 82, у вези са Вавилоном. Шулги (раније се читао као Дунги), краљ треће династје Ура, саградио је храм Нергал у Кути, који је пропао и претворио се у рушевине, тако да је Набукадоносор II морао да обнови „храм богова и постави их на сигурном месту у храму". This agrees with the Biblical statement that the men of Cuthah served Nergal.Ово се слаже са библијском изјавом да су људи из Куте служили Нергал. Јосиф поставља Куту, што је за њега име реке и округа, у Персију, а Неубауер каже да је то име земље у близини Курдистана.
Такозвана "Легенда о краљу Куте", фрагментарни натпис акадског књижевног жанра званог нару, написан као да је преписан са краљевске стеле, у ствари је део "Кутске легенде о Нарам-Сину", не треба читати као историју, чија је копија пронађена у кинографској библиотеци у Султантепе, северно од Харана.
Суму ла Ел, краљ 1. вавилонске династије, обновио је градске зидине Куте. Град је касније поражен од Хамурабија из Вавилона у 39. години његове владавине.
Ибн Сад у свом Китабу Табакат Ел Кубра пише да је мати мајке Абрахама, Карбана, та која је открила реку Куту.
У последњим паганима Ирака: Ибн Вахшија и његова набатејска пољопривреда, Џако Хамин-Антила каже:
"Могло би се такође поменути и прилично изненађујућа прича која сеже до 'Алије, првог имама шиита, где се поставља да се идентификује као" један од Набатејаца из Луте "(види Јакут, Му'џам IV: 488, св Кута). Она се одвија без приче о апокрифалу, али показује да је међу шиитима било људи који су били спремни да се поистовете са Набатејцима. Стога не чуди да је нарочито у такозваним покретима гулита (екстремистички шиити) пуно материјалних трагова које се могу добити из месопотамијских извора (усп. Хамин Антила 2001), а рана шиитска упоришта била су у великој мери у подручје насељеном Набатејцима.
Јакут такође напомиње, „идентификација Куте као изворних домоћих шиитских муслимана верује да је Абрахамов корен ислама. Ипак, идентификација Куте, а потом и Абрахама, с Набатејцима је вредан пажње. "(Стр. 35)

## Белешке
1. ↑  It should not be confused with the site Tell Ibrahim Awad in Egypt.